# Silnice I/20
Die Silnice I/20 (tschechisch für: „Straße I. Klasse 20“) ist eine tschechische Staatsstraße (Straße I. Klasse).

## Verlauf

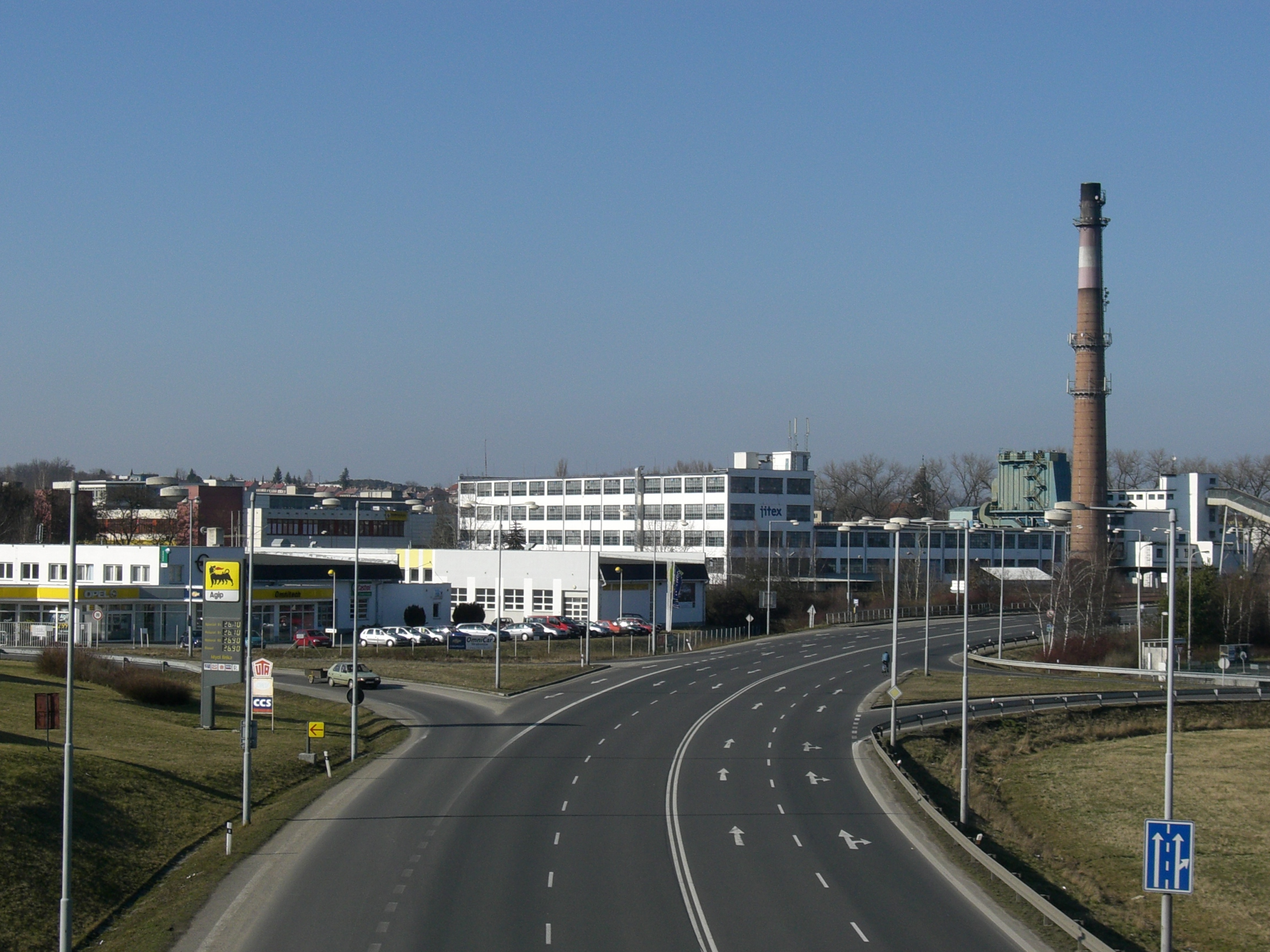
Die Straße in Písek

Die Straße (zugleich Europastraße 49) zweigt an der Anschlussstelle (exit) 131 von der Autobahn Dálnice 6 (Europastraße 48) bei Jenišov (Janessen) westlich von Karlsbad (Karlovy Vary) nach Süden ab und führt über Bečov nad Teplou (Petschau) und weiter in südwestlicher Richtung westlich an Toužim (Theusing) vorbei  über Úněšov (Anischau) nach Pilsen (Plzeň). Hier kreuzt sie die Silnice I/27, die nach Süden zugleich die Europastraße 53 bildet, und die Silnice I/26. Die Autobahn Dálnice 5 wird bei der Anschlussstelle (exit) 75 gequert, und vor Chválenice zweigt nach Südosten die Silnice I/19 ab. Die Silnice I/20 führt weiter nach Nepomuk, wo die Silnice II/230 (bis 1997 Silnice I/21) auf sie trifft, wendet sich dort nach Ostsüdosten, verläuft südlich an Blatná vorbei,  kreuzt einen kurzen Abschnitt der hier bereits fertiggestellten Autobahn Dálnice 4 und verläuft weiter als vierspurige und kreuzungsfreie Autostraße nach Písek, wo die Silnice I/29 in nördlicher Richtung abzweigt. Über das im Nordosten umfahrene Vodňany (Wodnjan), wo die hier endende Silnice I/22 einmündet, führt die Straße weiter nach Budweis (České Budějovice). Hier endet sie bei der Einmündung in die Silnice I/3 (Europastraße 55). 
Die Länge der Straße beträgt rund 214 Kilometer.

## Geschichte
Von 1940 bis 1945 bildete die Straße einen Teil der Reichsstraße 95. 